# Přední Výtoň
Přední Výtoň è un comune della Repubblica Ceca facente parte del distretto di Český Krumlov, in Boemia Meridionale.